# Valentí Puig
Valentí Puig Mas (Palma de Mallorca, 14 de abril de 1949) es un periodista y escritor español en lengua catalana y castellana. Licenciado en Filosofía y Letras, ha publicado una treintena de títulos de todos los géneros (relato, poesía, crítica literaria, novela y ensayo) y recibido algunos de los premios más destacados de la literatura catalana. Reside en Barcelona y está casado con la fotógrafa Montserrat Garriga. Ha sido miembro del Consejo de la Cultura y las Artes de Cataluña y del patronato del Instituto Cervantes. Su referente literario más claro es Josep Pla. Ha reconocido el magisterio del editor y escritor, Carlos Pujol, que fue su profesor en la universidad. 

## Periodismo
En ABC; fue editorialista, corresponsal en Londres, director general de la edición catalana y miembro del consejo editorial.
Aparte de otras colaboraciones ocasionales, ha escrito columnas de análisis político y crítica de libros de manera regular en El País en dos etapas: entre septiembre de 1995 y septiembre de 1999, y entre julio de 2012 y diciembre de 2019. 
También ha colaborado regularmente en Diario 16, La Vanguardia, La Gaceta de los Negocios, Avui, el semanario El Temps. Y en las publicaciones digitales: Economía Digital, entre noviembre de 2013 y diciembre de 2014; The Objective, entre septiembre de 2016 y enero de 2018; y Crónica Global, entre febrero de 2018 y agosto de 2022. 
Desde 2022 escribe una columna semanal titulada «Desperfectos» cada miércoles en El Periódico de Catalunya.

## Obra
Novela
- Complot (1986)
- Somni Delta (1987)
- Primera fuga (1997)
- La gran rutina (2006)
- Barcelona cau (2012)
- La vida és estranya (2014)
- El bar de l'AVE (2017)
- Barcelona 2101 (2018)

Dietarios
- Bosc endins. 1970-1979 (1982)
- Matèria obscura. 1980-1984 (1991)
- Cent dies del mil·leni. 2001 (2001)
- Porta incògnita. 1970-1984 (2002)
- Rates al jardí. 1985 (2012)
- Dones que dormen. 1986-1990 (2015)
- La bellesa del temps. 1990-1993 (2017)
- Dioses de época. 1993-2006 (2021)
- Casa dividida (2023)

Poesía
- L'estiu madur (1985)
- Blanc de blancs (2002)
- Molta més tardor (2004)
- Passions i afectes (2010)
- Altes valls (2010)
- Dormir mil anys (2015)
- Oratges de la memòria (2017)
- La segona persona (2020)
- Els prats lluminosos (2022)

Narrativa breve
- Dones que fumen (1983)
- Maniobres privades (1999)
- Tot contat (2012)

Ensayo de actualidad
- Vicis del temps (1990)
- Annus horribilis (1992)
- Lady Hamilton (1994)
- Progres (1994)
- Cuando sea rey (1998)
- Por un futuro imperfecto (2004)
- La fe de nuestros padres (2007)
- Moderantismo (2009)
- Lo que va de siglo (2012)
- Los años irresponsables (2013)
- Fatiga o descuido de España (2015)
- La vista desde aquí (2017)
- Memoria o caos (2019)

Ensayo literario
- Una literatura particular (1997)
- L'home de l'abric (1998)
- Els geòmetres i la novel·la (1999)
- Diccionari Pla de literatura (2000)
- L'os de Cuvier: Cap a on va la cultura catalana (2004)
- A la carta (2004)
- Malicia en el país de la política (2021)

Libro de viajes
- Veure Mallorca, Menorca i Eivissa (1986)
- Dublín (1987)
- Palma (1989)
- Formentor (1993)

## Premios
- 1987 - Premio Ramon Llull de novela por Somni delta.
- 1998 - Premio Josep Pla por L'home de l'abric.[3]
- 1999 - Premio de la Crítica de narrativa catalana por Maniobres privades.
- 2006 - Premio Sant Joan de narrativa por La gran rutina.

| Predecesor: Olga Xirinacs | Premio Ramon Llull de novela 1987 | Sucesor: Pau Faner |